# عودی ترک
عودی ترک یک منطقهٔ مسکونی در الجزایر است که در ناحیه أمیه ونسه واقع شده‌است. عودی ترک ۹۴ متر بالاتر از سطح دریا واقع شده‌است.